# Старе (Баскаковське сільське поселення)
Старе (рос. Старое) — присілок Гагарінського району Смоленської області Росії. Входить до складу Баскаковського сільського поселення.
Населення — 3 особи (2007 рік). 